# 救命士 (映画)
『救命士』（きゅうめいし、英: Bringing Out the Dead）は、マーティン・スコセッシ監督による1999年のアメリカ合衆国映画。原作はジョー・コネリーの同名小説である。

## あらすじ
ニューヨーク。救命士のフランク・ピアースは、何か月もの間、緊急患者の命を救えずにいた。そんな毎日が彼に重くのしかかり、ついに心身共に追い詰められてしまう。そんなある夜、彼はメアリー・バークという女性と出会う。彼女は心拍停止から蘇生した父親を、献身的に介護している心優しい女性だった。彼女との出会いにより、フランクは自分の人生に希望を見出すが、辛い現実は容赦なく彼に襲いかかる。

## キャスト
※括弧内は日本語吹替
- フランク・ピアース - ニコラス・ケイジ（大塚明夫）
- メアリー・バーク - パトリシア・アークエット（松本梨香）
- ラリー  - ジョン・グッドマン（玄田哲章）
- マーカス - ヴィング・レイムス（銀河万丈）
- トム - トム・サイズモア（立木文彦）
- ノエル - マーク・アンソニー（檀臣幸）
- サイ・コーテス - クリフ・カーティス（山路和弘）
- ローズ - シンシア・ローマン（本田貴子）
- ハズマット医師 - ネスター・セラーノ（大塚芳忠）
- メアリーの父 - カレン・オリヴァー・ジョンソン（西村知道）
- クラップ看護師 - アイダ・タートゥーロ
- コンスタンス看護師 - メアリー・ベス・ハート
- カニータ - ソーニャ・ソーン

## 評価
レビュー・アグリゲーターのRotten Tomatoesでは110件のレビューで支持率は72%、平均点は6.70/10となった。Metacriticでは34件のレビューを基に加重平均値が70/100となった。